# T.N.T. (canción)
«T.N.T.» es un sencillo grabado en 1975 por la banda de hard rock AC/DC, incluido en la edición australiana de su álbum T.N.T. y en la versión internacional de High Voltage. La canción fue compuesta por Bon Scott, Angus Young y Malcolm Young.
La canción apareció posteriormente en el álbum en vivo de 1992, Live, con Brian Johnson como vocalista.

## En los medios de comunicación
- La canción fue tocada en los anuncios de Napoleon Dynamite.
- La canción aparece en la banda sonora del juego Tony Hawk's Pro Skater 4.
- La canción aparece en el episodio de Navidad de That '70s Show.
- La canción es utilizada por varios equipos deportivos, incluidos San Francisco Giants, Ottawa Senators, Cleveland Indians, San Jose SaberCats, Fremantle Football Club, Wisconsin Badgers, Los Angeles Kings, Portland Winterhawks, y Prince George Cougars.
- La canción fue utilizada como música de entrada de muestra luchador profesional británico Mark "Rollerball" Rocco (Mark Hussey) sobre la no televisada de All Star Promotions en los años 1980 y principios de 1990. Un luchador actual de esta misma promoción, Robbie "The Body" Dynamite (Rob Berzins) también ha estado utilizando este como su música de entrada desde principios del 2000.
- La canción fue tocada en las películas Talladega Nights: The Ballad of Ricky Bobby y Shiner.
- La estación de radio de Vancouver "Classic Rock 101" creó una parodia canción titulada PNE.
- La canción es utilizada por Atlanta Braves, cuando Peter Moylan entra en el juego en campo, y también es la música de entrada del receptor de Texas Rangers, Taylor Teagarden.
- La banda estadounidense de death metal Six Feet Under grabó un cover de la canción en su álbum "Graveyard Classics".
- La canción ha sido utilizado en varias promociones de la cadena estadounidense TNT, a mediados de 1990.
- Esta canción aparece en el AC/DC Live: Rock Band Track Pack.
- En 2013, la banda estadounidense de thrash metal Anthrax grabó su versión en su EP Anthems. En 2014, esta versión fue nominada al Grammy en la categoría mejor interpretación de metal.[1]
- Fue una de las siete canciones de AC/DC incluida en la Lista de canciones inapropiadas según Clear Channel Communications tras los atentados del 11 de septiembre de 2001.[2]

## Personal
- Bon Scott - vocalista
- Angus Young - guitarra
- Malcolm Young - guitarra rítmica
- Mark Evans - bajo
- Phil Rudd - batería

- Harry Vanda - productor
- George Young - productor